# Dolichopeza (Dolichopeza) monticola
Dolichopeza (Dolichopeza) monticola is een tweevleugelige uit de familie langpootmuggen (Tipulidae). De soort komt voor in het Australaziatisch gebied.